# B-820
В-820 — тип самоходных судов, предназначенных для буксировки и кантовки других судов и различных плавучих сооружений. Районом плавания является река-море.

## История
Автором проекта буксира является ВХВТО «Судоимпорт». Буксиры строились на заводе Stocznia Ustka (Гданьская судоверфь), город Устка, Польша Всего заводом было выпущено около 22 буксира.
В России эксплуатируется 7 буксиров проекта В-820 различных модификаций:
1. «Дерзкий» В-820/7 — экспатриирует государственная морская аварийно спасательно-координационная служба РФ;
2. «Капитан Царьков» В-820/9
3. «Веселый» В-820/10
4. «Капитан Епанешников» В-820/12,
5. «Капитан Гайдай» В-820/13,
6. «Капитан Лашкаревич» В-820/16- прописка Владивосток.
7. «Посыльный» В-820/8, построен 31 января 1989 г., порт приписки — Москва[3][уточнить].

В Туркмении (бывшая Республика Советского Союза) эксплуатируется до сих пор «Капитан Карташов» В-820/11

## Технические данные
Общие сведения:
- Тип и назначение — буксирный теплоход
- Валовая вместимость- 91,00
- Дедвейт − 15,39
- Водоизмещение полное − 149,30 т.
- Доковой вес — 147,79
- Грузоподъемность — 0
- Мощность машин — 329 л. с.
- Скорость — 9,5 узлов

Корпус:
- Материал — Сталь
- Длина — 20 м
- Ширина — 6 м
- Высота борта — 3,15 м

Главные двигатели:
- Тип: Дизельный
- Марка: SW680/195
- Кол-во: 2 шт
- Движители: Винты
- Завод изготовитель: Польша

Вспомогательные двигатели:
- Марка: SW266/Е52
- Завод изготовитель: Польша